# 赵元佑 (帆船运动员)
赵元佑（韩语： Cho Wonwu，1994年10月29日—），韩国男子帆船运动员，2014年亚洲沙滩运动会男子RS:X级帆板银牌得主、2016年亚洲帆船锦标赛男子RS:X级帆板金牌得主、2022年亚洲运动会男子RS:X级帆板金牌得主。